# لز چپمن
لز چپمن (انگلیسی: Les Chapman؛ زادهٔ ۲۷ سپتامبر ۱۹۴۸) بازیکن فوتبال اهل بریتانیا است.
از باشگاه‌هایی که در آن بازی کرده‌است می‌توان به باشگاه فوتبال پرستون نورث اند، باشگاه فوتبال اولدهام اتلتیک، باشگاه فوتبال استوک‌پورت کانتی، باشگاه فوتبال روچدیل، باشگاه فوتبال هادرزفیلد تاون، و باشگاه فوتبال برادفورد سیتی اشاره کرد.